# Mircea Costache II
Mircea Costache II (n. 2 mai 1940, București – d. 16 februarie 2016) a fost un handbalist român, profesor de educație fizică și sport. Era fiu de medici și a urmat cursurile Liceului „Matei Basarab” din București pe care le-a terminat în 1957, unde a și început activitatea de handbalist sub îndrumarea profesorului Constantin Popescu, care în același timp era și antrenorul echipei naționale de handbal feminin. A terminat Institutul de Educație Fizică și Sport (IEFS) în 1967. A scris cartea autobiografică - „O viață, aceeași pasiune” publicată în 2007 de Editura Proxima.

## Activitate ca sportiv

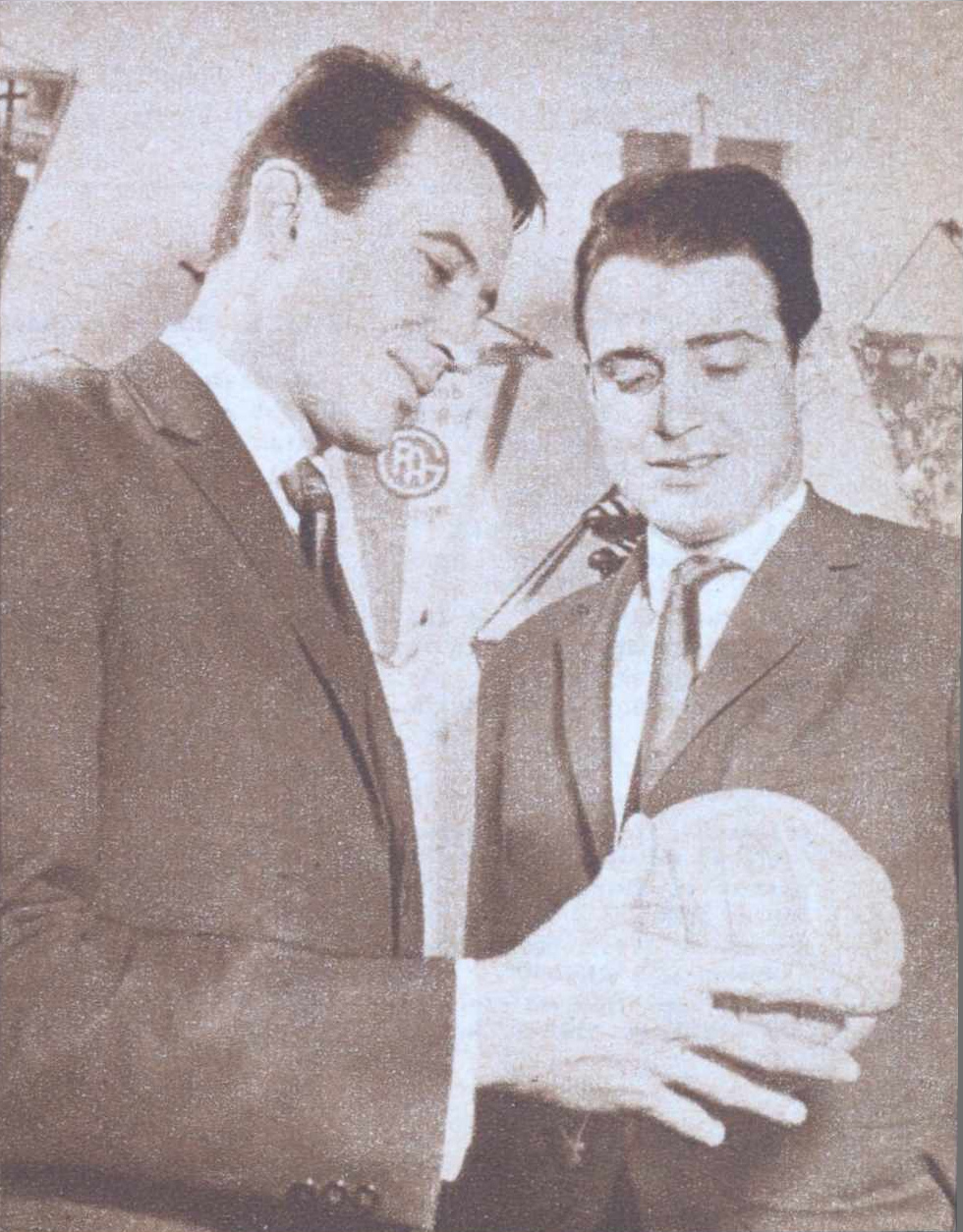
Fraţii Costache (1965)

Campion Mondial la handbal în 1961, autorul golului victoriei în finala competiției. Campion Mondial la handbal în  1964.. Medalia de bronz Campionat  Mondial la handbal în 1967. Vice campion mondial Universitar 1968.. Finalist Cupa Campionilor Europeni în 1963 cu echipa Dinamo București. Câștigător al Cupei Campionilor Europeni 1965 cu echipa Dinamo București. De 8 ori Campion National de handbal cu echipa Dinamo București.

## Activitate ca antrenor
Antrenor al echipei naționale masculine de handbal a Algeriei între anii 1971 și 1976 cu care a câștigat Jocurile Africane în 1973. Campionatul African Universitar în 1974. Campionatul Magrebian și Campionatul Magrebian Universitar de handbal între anii 1972 și 1975. Turneul African de calificare pentru turneul final si prima participare a Algeriei la turneul final al Campionatului Mondial de handbal 1974. Medalia de Bronz la Jocurile Mediteraniene de handbal, 1975. Campion Național de handbal al Algeriei cu echipa NADIT Alger 1974 si 1975. Antrenor al echipelor naționale de handbal masculin ale Portugaliei între 1988 și 1995 cu care a câștigat Campionatul European de juniori in 1992, Cupa Țărilor Latine in 1993, turneul de calificare si participarea la Campionatul Mondial de tineret din 1993. Antrenor al echipei Romaniei de Tineret (masculin) 1976, 1980.

## Alte activități
Consilier al Ministrului Tineretului și Sporturilor din Algeria 1971 până în 1976. Profesor Universitar la CNEPS Ben Aknoun Alger, 1971, 1972. Professor Associado Universitatea Moderna din Lisabona între anii 1997 și 2002.
Coordonator al Proiectului Oameni în mișcare, gimnastica cu bătrânii Serpa Portugalia, între anii 2007 și 2012.. Profesor de educație fizică la Școala Sportivă de Elevi din București între anii 1969 și 1971 și între 1976 și 1989.

## Decorații
Decorat cu Ordinul Muncii 1961, România. Medalia Meritul Sportiv România, 1964. Medalia Serviciul Credincios România 2001. Medalia Bune Servicii Sportive, Portugalia 1993. Ordinul Meritul Sportiv clasa a 2-a cu baretă, 2009.
Titlul de Campion de Legendă al României, 2009.. Maestru Emerit al Sportului 1961.. Sportiv internațional de Excelență pentru România. Handbalist internațional de Excelență pentru România. Membru de onoare al Federatiei Romane de handbal.